# Santo Stefano Ticino
Santo Stefano Ticino es una localidad y comune italiana de la provincia de Milán, región de Lombardía, con 3.872 habitantes.

## Evolución demográfica
| Gráfica de evolución demográfica de Santo Stefano Ticino entre 1861 y 2001 |
|                                                                            |
| Fuente ISTAT - elaboración gráfica de Wikipedia                            |